# Витамин Ц
Витамин Ц (-аскорбинска киселина, L-аскорбат) је витамин код људи и више животињских врста. У живим организмима аскорбат делује као антиоксиданс, те штити тело од оксидативног стреса. Он је исто тако кофактор у најмање шест ензимских реакција, међу којима је неколико реакција колагенске синтезе, чија дисфункционалност се манифестује симптомима скорбута. Код животиња су ове реакције посебно важне при зарастању рана и за спречавање крварења из капилара.
Аскорбат (јон аскорбинске киселине) је неопходан у низу есенцијалних метаболичких реакција код свих животиња и биљака. Њега формира велика већина живих организама, са приметним изузетком групе сисара, међу којима је већина слепих мишева, заморци, капибаре, и један од два главна подреда примата, антропоиди (сувоносни мајмуни) (тарсијери, мајмуни, човеколики мајмуни, и људи). Аскорбинску киселину исто тако не синтетишу поједине врсте птица и риба. Свим врстама које немају способност синтезе витамина Ц, неопходно је да га унесу путем исхране. Дуготрајни дефицит овог витамина се манифестује развојем скорбута. Витамин Ц је један од најшире коришћених прехрамбених адитива.
Ширина опсега његовог дејства, као и препоручљива дневна доза, су теме текућих дебата. Препоручене дозе се крећу у опсегу од 45 до 400 mg на дан.

## Биолошки значај
Витамин Ц је чист -енантиомер аскорбата, док супротни -енантиомер нема физиолошког значаја. -аскорбат је јак редукујући агенс. Кад делује у том својству, он се конвертује у оксидовани облик, -дехидроаскорбат. -дехидроаскорбат се може затим редуковати назад у активну -аскорбатну форму дејством ензима и глутатиона у телу. Током овог процеса формира се радикал семидехидроаскорбинске киселине. Слободни радикал аскорбата слабо реагује са кисеоником, тако да се не формира супероксид. Уместо тога два радикала семидехидроаскорбата реагују и формирају један аскорбат и један дехидроаскорбат. Уз помоћ глутатиона, дехидроксиаскорбат се конвертује назад у аскорбат. Присуство глутатиона је есенцијално, јер он омогућава обнављање аскорбата и побољшава антиоксидансни капацитет крви. Без њега не би долазило до конверзије дехидроксиаскорбата назад у аскорбат.
-аскорбат је слаба шећерна киселина. Он је структурно сродан са глукозом. Аскорбат се природно јавља везан било за водонични јон, дајући аскорбинску киселину, или за метални јон, формирајући минерални аскорбат.

### Биосинтеза код различитих врста
Велика већина биљки и животиња има способност синтезе витамина Ц. Овај процес се одвија путем секвенце од четири трансформације које су посредоване ензимима, при чему долази до конверзије глукозе у витамин Ц. Глукоза за формирање аскорбата се издваја из гликогена у јетри код сисара и врапчарки. Синтеза аскорбата је процес који је зависан од гликогенолизе. Код рептила и птица биосинтеза се одвија у бубрезима.
Међу животињама које су изгубиле способност синтезе витамина Ц су симијани и тарзијери, који заједно сачињавају један од подредова примата, anthropoidea или haplorhini. Ова група обухвата људе. Други примитивни примати (strepsirrhini) су задржали способност формирања витамина Ц. Синтеза се не јавља код бројних (можда и код свих) врста из фамилије малих глодара caviidae у којој су морско прасе и капибари, али је присутна код других глодара (на пример пацовима и мишевима није потребан витамин Ц у исхрани). Бројне врсте птица врапчарки такође не синтетишу овај витамин, мада не све од њих. Врсте птица које немају способност синтезе нису јасно повезане. По једној теорији способност синтезе је независно изгубљена више пута код птица.
Све тестиране фамилије слепих мишева, што обухвата главне фамилије које се хране инсектима и воћем немају способност синтезе витамина Ц. Трагови GLO-а су детектовани само код једне од 34 тестиране врсте слепих мишева, из 6 фамилија. Ранији извештаји да само слепи мишеви који се хране воћем немају способност синтезе су били засновани на мањем броју и мањој разноврсности узорака.
Код свих животиња које не могу да синтетишу витамин Ц, није присутан ензим -гулонолактон оксидаза (GULO), који је неопходан у задњем степену синтезе. Те животиње имају различите несинтетичке гене тог ензима (псеудогене ΨGULO). Сличан нефункционални ген је присутан у геному морског прасета и примата, укључујући човека. Неке од тих врста (међу којима је човек) могу да се одрже са ниским нивоима доступним из хране путем рециклирања оксидованог витамина Ц.
Већина симијана конзумира количине витамина које су 10 до 20 пута веће од препоручених за људе. Овај раскорак је основа за контроверзна мишљења о тренутно препорученим дијетарним количинама. Супротни аргумент је да су људи веома ефективни у презервацији дијетарног витамина Ц, те да су способни да одрже крвне нивое витамина Ц упоредиве са другим симијанима уз далеко мањи дијетарни унос.
Одрасла коза је типичан пример животиње која производи витамин Ц. Она произведе више од 13 g витамина Ц на дан при нормалном здрављу, а биосинтеза се повећава неколико путе под стресним условима. За трауме и повреде је показано да користе велике количине витамина Ц код људи.
Неки микроорганизми као што је квасац Saccharomyces cerevisiae имају способност синтезе витамина Ц из једноставних шећера.

### Витамин Ц током еволуције
Вентури и Вентури сугерирају да је антиоксидансно дејство аскорбинске киселине првобитно развијено у биљном царству кад су пре око 500 милиона година биљке почеле да се адаптирају на свежу воду ушћа река која је дефицитарна у антиоксидансним минералима. Неки биолози напомињу да су многи кичмењаци развили метаболичке адаптивне стратегије у окружењу које пружа ушћа река. По овој теорији, кад су пре неких 400–300 милиона година, биљке и животиње прво почеле да прелазе из мора у реке и на копно, средине дефицитарне у јоду су представљале препреку у еволуцији терестријалног живота. Код биљака, животиња и риба, терестријална храна је постала дефицитарна у многим есенцијалним морским антиоксидансним микронутријентима, међу којима се јод, селен, цинк, бакар, манган, гвожђе, итд. Алге у свежој води и копнене биљке, као замену за морске антиоксидансе, временом су оптимизовале производњу других ендогених антиоксиданаса као што су аскорбинска киселина, полифеноли, каротеноиди, токофероли итд. Неки од њих су постали есенцијални “витамини” у исхрани копнених животиња (витамини Ц, А, Е, итд.).
Аскорбинска киселина или витамин Ц је чест кофактор ензима код сисара. Он учествује у синтези колагена. Аскорбат је јак редукујући агенс који има способност брзог сакуљања више реактивних врста кисеоника (ROS). Слатководним правим кошљорибама је такође потребан дијетарни витамин Ц у исхрани. Без њега би оне оболеле од скорбута. Симптоми недостатка витамина Ц који су најлакше препознатљиви код риба су сколиоза, лордоза и тамна боја коже. Слатководне пастрмке такође манифестују умањено формирање колагена, крварење на перајама, унутрашње крварење, закривљење кичме и повишени морталитет. Ако те рибе живе у морској води са алгама и фитопланктоном, онда је витаминска суплементација мање важна. Сматра се да је разлог доступност других ефикаснијих антиоксиданаса у природном морском окружењу.
Неки научници су изнели претпоставку да је губитак пута биосинтезе витамина Ц можда у складу са теоријом брзих еволуционих промена, која је довела до развоја хоминида и појаве људских бића. Међутим, једна друга терија базирана на теорији еволуције наводи да се губитак способности прављења витамина Ц код симијана можда јавио знатно раније током еволуционе историје од појаве људи или чак и човеколиких мајмуна. Постоји евиденција да је до тога дошло ускоро након појаве првих примата, а вероватно након поделе раних примата у два главна подреда: хаплорхини (који не могу да праве витамин Ц) и његовог сестринског подреда netarsijer prosimijana, стрепсирхини (примати „влажног носа“), који је задржао способност прављења витамина Ц. На основу датирања молекуларног часовника, та два подреда примата су се раздвојила пре око 63 до 60 милиона година. Приближно три до пет милиона година касније (пре 58 милиона година), што је кратак период у еволуционом смислу, ред Tarsiiformes, чија једина преостала фамилија је тарсијер (Tarsiidae), се одвојила од других хаплорхина. Пошто тарсијери такође немају способност прављења витамина Ц, следи да је до мутације већ било дошло, те да је до ње морало доћи између те две раздвојне тачке (63 до 58 милиона година).
Губитак способности синтезе аскорбата се подудара са појавом неспособности разлагања уринске киселине, која је такође карактеристична за примате. Уринска киселина и аскорбат су јаки редукујући агенси, те се претпоставља да је код виших примата, уринска киселина преузела део функција аскорбата.

### Апсорпција, транспорт, и уклањање
Аскорбинска киселина се апсорбује у телу путем активног транспорта и једноставне дифузије. Котранспортери од натријума зависног активног транспорта натријум аскорбата (SVC6T) и хексозни транспортери (GLUT) су два транспортера неопходна за апсорпцију. SVCT су предоминантни систем за транспорт витамина Ц у телу. SVCT1 и SVCT2 уносе редуковану форму аскорбата кроз ћелијску мембрану. GLUT1 и GLUT3 су два глукозна транспортера. Они преносе витамин Ц у облику дехидроаскорбинске киселине. Мада се дехидроаскорбинска киселина апсорбује брже од аскорбата, количина дехидроаскорбинске киселине у плазми и ткивима под нормалним условима је ниска, јер ћелије брзо редукују дехидроаскорбинску киселину до аскорбата.
SVCT2 учествује у транспорту витамина Ц у скоро сваком ткиву. Приметни изузетак су црвена крвна зрнца, која губе SVCT протеине током матурације. „SVCT2 нокаут“ животиње којима је применом генетичког инжењерства уклоњен овај ген умиру укратко након рођења, из чега следи да је транспорт витамина Ц посредством SVCT2 неопходан за живот.
При регуларном уносу степен апсорпције је између 70 и 95%. Међутим, степен апсорпције се смањује са повећањем уноса. При високом уносу (1,25 g), фракциона хумана апсорпција аскорбинске киселине може да падне на 33%; при ниском уносу (<20 ) степен апсорпције може да достигне 98%. Кад концентрација аскорбата пређе реналну границу реапсорпције он слободно прелази у урин. На високим дијетарним дозама (које су код људи неколико стотина mg/дан) аскорбат се акумулира у телу док нивои у плазми не достигну границу реналне ресорпције, која је око 1,5  код мушкараца и 1,3  код жена. Концентрације у плазми веће од тих вредности (за које се сматра да представљају телесно засићење) се брзо излучују у урин са полуживотом од око 30 минута. Концентрације мање од граничне количине се активно задржавају у бубрезима, и полуживот екскреције остатка витамина Ц је знатно већи. Полуживот витамина Ц у телу се продужава са смањењем телесних залиха. Његов полуживот се може повећати до 83 дана, након чега се појављују први симптоми скорбута.
Максимална телесна залиха витамина Ц је углавном одређена реналном границом крви. Многа ткива одржавају концентрацију витамина Ц на далеко вишем нивоу од крви. Биолошка ткива која акумулирају преко 100 пута виши ниво витамина Ц од крвне плазме су адреналне жлезде, хипофиза, грудна жлезда, corpus luteum, и ретина. Ткива са 10 до 50 пута већом концентрацијом су мозак, слезина, плућа, тестиси, лимфни чворови, јетра, штитаста жлезда, слузокожа танких црева, леукоцити, панкреас, бубрези и пљувачне жлезде.
Аскорбинска киселина може да буде оксидована (разложена) у људском телу ензимом -аскорбатна оксидаза. Аскорбат који није директно излучен урином као резултат телесног засићења, или разложен неким другим видом телесног метаболизма, се оксидује овим ензимом и уклања из тела.

### Дефицијенција
Скорбут је авитаминоза узрокована недостатком витамина Ц, пошто је без овог витамина синтеза колагена сувише нестабилна. Скорбут доводи до формирања смеђих пега на кожи, сунђерастих непца, и крварења из свих мукозних мембрана. Пеге су најзаступљеније на бутинама и ногама, и оболела особа изгледа бледо, осећа се депресивно, и делимично је непокретна. Код поодмаклог скорбута јављају се отворене, гнојаве ране и губитак зуба, а после неког времена смрт. Људско тело може да задржи само ограничену количину витамина Ц, тако да се телесне залихе исцрпе ако се допуњавају путем хране. Време почетка појаве симптома скорбута код одраслих особа у одсуству стреса при употреби хране без витамина Ц, може да варира од једног месеца до више од шест месеци, у зависности од претходног уноса витамина Ц.
Било је показано да су пушачи који имају исхрану сиромашну у витамину Ц имају повишен ризик појаве плућних болести од пушача са високим концентрацијама витамина Ц у крви.
Нобеловац Лајнус Полинг и Г. Ц. Вилис су показали да су хронични дуготрајни ниски нивои витамина Ц у крви (хронични скорбут) један од узрока артеросклерозе.
У западним земљама се генерално конзумира далеко више витамина Ц него што је неопходно за спречавање скорбута. На пример једна канадска здравствена анкета из 2004. је установила да Канађани од 19 година и изнад имају унос витамина Ц из хране од 133 /дан за мушкарце и 120 /д за жене. Те вредности премашују препоручене количине.
Пар хуманих дијетарних испитивања са експериментално индукованим скорбутом је спроведено. Међу њима су испитивање на приговарачима савести током Другог светског рата у Уједињеном Краљевству, и испитивање на затвореницима у држави Ајова касних шездесетих година 20. века. Обе студије су утврдиле да се сви симптоми скорбута претходно индуковани експерименталном скорбутном дијетом са екстремно ниским садржајем витамина Ц могу потпуно кориговати додатком витамина Ц од само 10  на дан. У тим експериментима, није било клиничке разлике између људи којима је дата 70  витамина Ц на дан (што је произвело крвни ниво витамина Ц од око 0,55 , или око 1/3 ткивног нивоа засићења), и оних којима је давано 10  на дан. Људи у затвореничкој студији су развили прве симптоме скорбута око 4 недеље након почетка дијете без витамина Ц, док је у Британској студији, било потребно шест до осам месеци, вероватно због претходног дозирања те групе са 70 /дан суплемента током шест недеља пре почетка скорбутске дијете.
Људи у обе студије са исхраном без или скоро потпуно без витамина Ц, су имали крвне нивое витамина Ц сувише ниске да би се прецизно измерили у време кад су развили знаке скорбута. У Ајовској студији је процењено (обележавањем раствора витамина Ц) да је у том периоду телесна залиха мања од 300 , са дневном потрошњом од само 2,5 /дан, из чега проистиче да је тренутни полуживот био 83 дана (елиминациона константа од 4 месеца).
За умерено више крвне нивое витамина Ц мерене код здравих особа је нађено да су корелацији са сниженим ризиком од кардиоваскуларног обољења и исхемијске срчане болести, као и повишеним очекивањем трајања живота. Исто испитивање је утврдило инверзни однос између крвних нивоа витамина Ц и ризика од канцера код људи, мада не код жена. Повишење крвног нивоа од 20 mikromol/L витамина Ц (око 0,35 , што представља додатних теоријских 50 грама воћа и поврћа на дан) је нађено да епидемиолошки редукује све узроке ризика морталитета, четири године након мерења, за око 20%. Међутим, то није била интервенциона студија, те се каузалност не може доказати, и крвни нивои витамина Ц делујући као прокси маркери за друге разлике између група се не могу одбацити. Четворогодишња и проспективна природа студије је елиминисала прокси ефекте снижавања нивоа витамина Ц на непосредан развој терминалних обољења, као и слабу здравствену слику на крају животног века.
Испитивања са знатно вишим дозама витамина Ц, обично између 0,2 и 6 /дан, за лечење инфекција и рана су показала инконзистентне резултате. Постоје индикације да комбинације антиоксиданаса побољшавају зарастање рана.

## Физиолошка функција код сисара
Витамин Ц је есенцијалан за здраву исхрану људи. Он је високо ефективан антиоксиданс, који умањује оксидативни стрес. Витамин Ц је супстрат аскорбат пероксидазе код биљки (APX је биљни ензим); и ензимски кофактор за биосинтезу многих важних биохемикалија. Витамин Ц делује као донор електрона важних ензима. Неке од његових улога су:
- Улога у расту, хрскавице, зуба и потпорних ткива. Услед недостатка витамина Ц може доћи до развоја скорбута.
- Улога у синтези стероидних хормона.
- Стимулише адреналну функцију и ослобађање адреналина и норадреналина из сржи надбубрежних жлезда.
- Антиоксидансно својство. Учествује у уклањању слободних радикала.[58]

### Синтеза колагена, карнитина и тирозина, и микрозомални метаболизам
Аскорбинска киселина врши бројне физиолошке функције у људском телу. Те функције обухватају синтезу колагена, карнитина, и неуротрансмитера; синтезу и катаболизам тирозина; и метаболизам микрозома. Током биосинтезе аскорбат делује као редукујући агенс, који донира електроне и спречава оксидацију да би се атоми гвожђа и бакра одржали у њиховим редукујућим стањима
Витамин Ц делује као донор електрона за осам различитих ензима
- Три ензима учествују у хидроксилацији колагена.[59][60][61] Те реакције додају хидроксилне групе на аминокиселине пролин или лизин у молекулу колагена посредством пролил хидроксилазе и лизил хидроксилазе. Витамин Ц је кофактор за оба ензима. Хидроксилација омогућава молекулу колагена да поприми своју структуру троструког хеликса, те је витамин Ц есенцијалан за развој и одржавање ткива ожиљака, крвних судова, и хрскавичавог ткива.[48]
- Два ензима су неопходна за синтезу карнитина.[62][63] Карнитин је есенцијалан за транспорт масних киселина у митохондрије за формирање аденозин трифосфата.
- Преостала три ензима имају између осталих следеће заједничке функције:
  - допаминска бета хидроксилаза учествује у биосинтези норепинефрина из допамина.[64][65]
  - пептидилглицин алфа амидирајућа монооксигеназа додаје амидне групе на пептидне хормоне, знатно повећавајући њихову стабилност.[66][67]
  - један други ензим модулира метаболизам тирозина.[68][69]

### Антиоксиданс
Аскорбинска киселина је добро позната по својој антиоксидансној активности, при чему она делује као редукујући агенс који поништава оксидацију у течностима. Кад људско тело садржи већу количину слободних радикала (реактивних врста кисеоника, ROS) него антиоксиданаса, тело је у стању које се назива оксидативним стресом. Он има утицаја на кардиоваскуларна обољења, хипертензију, хроничне упалне болести, дијабетес, као и на критично болесне пацијенте и особе са јаким опекотинама. Особе које доживљавају оксидативни стрес имају крвне нивое аскорбата ниже од 45 µmol/L, у поређењу са здравим особама код којих су аскорбати у опсегу 61,4-80 µmol/L.
Још увек се не зна са сигурношћу да ли витамин Ц и антиоксиданси у општем случају спречавају обољења повезана са оксидативним стресом. Метаанализа великог броја студија антиоксиданаса, укључујући суплементацију витамином Ц, није утврдила релацију између витамина Ц и морталитета.

### Кардиоваскуларни систем
Витамин Ц има функцију регулатора катаболизма холестерола у жучну киселину и демонстрирано је да је важан фактор у регулацији масноћа на разним животињским моделима. Вероватно је да хронична маргинална инсуфицијенција витамина Ц успорава трансформацију холестерола у жучну киселину и у људској јетри са резултујућом хиперхолестеролемијом и споријим уклањањем холестерола из крвотока. Студије на људима су неконзистентних резултата али узете скупа, сугерирају позитиван ефекат на индивидуе са високим тоталним холестеролом.
Метаанализа 44 студије ефекта витамина Ц на ендотелијарну функцију је показала значајан позитиван ефекат суплементације са израженијим резултатима на популацији са високим кардиоваскуларним ризицима.
Систематски преглед и метаанализа клиничких испитивања суплементације витамина Ц на крвни притисак, са просечном дозом од 500 mg по дану и просечним трајањем од 8 недеља показује да суплементација у просеку редукује систолички притисак за 4.85 mm Hg а дијастолички за 1.67 mm Hg на пацијентима са хипертензијом.
До сад није остварен консензус у погледу утицаја уноса витамина Ц на опште кардиоваскуларне ризике. Низ студија сугерира позитивне резултате и неутралне резултате.

### Прооксиданс
Аскорбинска киселине се понаша не само као антиоксиданс, него и као прооксиданс. За аскорбинску киселину је показано да редукује прелазне метале, као што су купри јони (2+) до купро (Cu1+) јона, и фери јони (3+) до феро (Fe2+) јона, током конверзије од аскорбата до дехидроаскорбата in vitro. Ова реакција може да генерише супероксид и сродна једињења. Међутим, у телу, слободни прелазни елементи су ретко присутни, док су гвожђе и бакар везани за различите протеине и интравенозна употреба витамина Ц не повећава његову прооксидансну активност. Сматра се да аскорбат као прооксиданс има незнатну склоност конвертовања метала и формирања реактивних врста кисеоника in vivo. Међутим, постоји евиденција да суплементација витамином Ц може да увећа ДНК оштећења лимфоцита код здравих волонтера.
Ипак, велики број других истраживања не потврђује да аскорбинска киселина делује као прооксиданс приликом оралног уноса. Један од разлога је да се оралним уносом не може достићи одговарајући ниво у плазми који је потребан за прооксидантни ефекат због ограничења апсорпције. Прооксидантни ефекат се постиже искључиво интервенозним дозирањем јер се на тај начин може постићи велика концентрација витамина Ц у плазми што се користи у хемотерапеутске сврхе.

### Имунски систем
Око 50 пута већа концентрација витамина Ц је нађена у лимфоцитима, који га брзо конзумирају током инфекција. Једна од функција витамина Ц је да освежава глутатион, један од основних ендогених антиоксиданата.
Витамин Ц је важан фактор у свим стресним ситуацијама које су повезане са инфламаторним процесима. Познато је деценијама да је хронична инфламација узрок настанка разних обољења. Витамин Ц је есенцијалан стимулатор имуног система и повећава издржљивост организма - његова имуностимулативна, анти-инфламаторна, анти-вирална и анти-бактеријска својства су добро позната.
Инфекција хеликобактеријом повећава ризик за рак желуца. Високи дијетарни унос витамина Ц штити људски организам од хеликобактерије инхибитујући њен раст in-vitro i in-vivo. У једном истраживању дневна суплементација од 5 грама у току од 4 недеље резултовало је потпуним истребљењем бактерије у 30% пацијената. Иако резултати разних истраживања на људима нису коегзистентни, данас је извесно да је витамин Ц јак профилактички фактор по овом питању. Са друге стране, хеликобактерија смањује системску расположивост и апсорпцију витамина Ц у људском организму.
Није потпуно јасно на који начин витамин Ц интерагује са имунским системом. Једна од хипотеза је да он модулира активности фагоцита, производњу цитокина и лимфоцита, и више ћелијских адхезивних молекула у моноцитима.

### Антихистамин
Витамин Ц је природни антихистаминик. Он спречава ослобађање хистамина и повећава детоксификацију хистамина. Једна студија из 1992. је утврдила а да употреба 2 грама витамина Ц дневно снижава нивое крвног хистамина 38% код здравих одраслих особа након само једне недеље. Познато је да постоји корелација између ниских концентрација витамина Ц у серуму и повишених серумских нивоа хистамина.

## Физиолошке функције код биљки
Аскорбинска киселина је присутна у хлоропластима, где учествује у амелиорацији оксидативног стреса фотосинтезе. Она има бројне улоге у ћелијског деоби и модификацијама протеина.
Биљке имају способност формирања аскорбата на бар један биохемијски начин који се разликује од главног начина код животиња, мада делови синтетичког пута нису потпуно разјашњени.

## Дневне потребе
Северно америчка Дијетарна референца уноса препоручује 90 милиграма на дан, и не више од 2 грама на дан. Друге сродне животињске врсте које имају заједничку неспособност производње витамина Ц и неопходност уноса екогеног витамина Ц конзумирају 20 до 80 пута веће количине од хуманог референтног уноса. Постоје различита мишљења о оптималном распореду доза (количини и фреквенцији уноса) витамина Ц за одржавање оптималног здравља људи. Сматра се да балансирана дијета без суплемената садржи довољно витамина Ц да се спречи појава скорбута код просечне здраве особе, док је код трудница, пушача дувана, и особа под стресом потребна нешто већа количина. Међутим, количина витамина Ц потребна да се спречи скорбут је мања од количине потребне за оптимално здравље. Постоје бројне друге хроничне болести чији је ризик повећан при ниском уносу витамина Ц, међу њима су канцер, болести срца, и катаракте. Један преглед из 1999. је предложио дозу од 90–100  витамина Ц дневно као неопходни дневни унос за оптималну заштиту против тих болести, док је доза неопходна за спречавање скорбута 45  dnevno.
Високе дозе (хиљаде милиграма) могу да произведу дијареју код здравих одраслих особа, што је последица осмотског ефекта задржавање неапсорбоване воде у гастроинтестиналном тракту (слично катарзним осмотским лаксативима). Пропоненти ортомолекуларне медицине тврде да је појава дијареје индикација дозе где прави телесни захтеви леже, мада то није било клинички потврђено.

### Препоручене количине
| Препоручен количине витамина Ц у САД                | Препоручен количине витамина Ц у САД |
| --------------------------------------------------- | ------------------------------------ |
| Препоручена прехрамбена количина (одрасли мушкарац) | 90 на дан                            |
| Препоручена прехрамбена количина (одрасла жена)     | 75 на дан                            |
| Горњи ниво толеранције (одрасли мушкарац)           | 2 на дан                             |
| Горњи ниво толеранције (одрасла жена)               | 2 на дан                             |

Препоруке за унос витамина Ц су издале многобројне националне и међународне агенције
- 45 милиграма на дан: Светска здравствена организација[113]
- 40 милиграма на дан: британска Агенција за стандардизацију хране[2]
- 90 /дан (мушкарци) и 75 /дан (жене): Здравље Канада 2007

## Терапеутска употреба
Витамин Ц функционише као антиоксиданс и неопходан је за лечење и спречавање скорбута. У скоро свим случајевима дијетарног уноса је присутан у адекватним количинама за спречавање дефицијенције, те суплементација обично није неопходна. Мада је промовисано да је витамин Ц користан за лечење низа обољења, знатан број тврдњи није подржан са довољним подацима. Витамин Ц може да буде користан у снижавању серумских нивоа уринске киселине, што доводи до кореспондирајућег снижења гихта. Профилактичка и терапеутска употреба се не подржава за спречавање или лечење пнеумоније.
Људи са високим нивоом аскорбинске киселине у крви изгледа да имају знатно умањен ризик од срчаног удара. По мишљењу појединих научника ниски нивои аскорбинске киселине се могу користити као начин идентификације људи са високим ризиком од срчаних удара.
Ефекти витамина Ц на прехладу су били екстензивно истраживани. Није показано да је ефективан у превенцији или лечењу прехладе, изузев у ограниченим околностима (специфично, код особа које интензивно тренирају у хладном окружењу). Рутинска суплементација витамина Ц не редукује појаву или јачину прехладе у генералној популације, мада може да умањи дужину трајања болести.

### Мегадозирање витамина Ц
Неколико особа и организација заступају примену великих доза витамина Ц, 10–100 пута више од препоручене дозе у облику оралне или интравенозне терапије. Велика, рандомизована клиничка испитивања ефеката високих доза на општу популацију нису спроведена. Аргументи за мегадозирање су базирани на исхрани блиско сродних човеколиких мајмуна, и претпостављеној исхрани преисторијских људи, као и чињеници да већина сисара синтетише витамин Ц уместо да се ослања на прехрамбени унос. Лајнус Полинг је провео знатан део својих каснијих година залажући се за употребу мегадоза витамина Ц. Он је сматрао да је успостављање препоручених дневног уноса довољно за спречавање скорбута, али да није оптимално дозирање за здравље. Мегадозе су промовисане за лечење и превенцију различитих обољења, међу којима су канцер, прехлада, и коронарна болест. Мегадозирање витамином Ц до сада углавном није испитивано - у клиничким испитивањима по правилу су коришћене дозе које су вишеструко ниже од онога што се тврди од стране пропонената мегадозирања. Паулинг, један од главних пропонената мегадозирања, је у здравом стању користио 18г дневно а приликом виралних инфекција значајно веће и редовније дозе.

## Тестирање нивоа аскорбата у телу
Једноставни тестови користе редоксни индикатор дихлорофенолиндофенол за мерење нивоа витамина Ц у урину и серуму или крвној плазми. Међутим они одређују недавни дијетарни унос уместо нивоа витамина Ц у телесним залихама. Реверзна фаза течне хроматографије високих перформанси се користи за одређивање нивоа залиха витамина Ц унутар лимфоцита и ткива.
Примећено је да док нивои у серуму или крвној плазми следе циркадијански ритам или краткотрајне дијетарне промене, нивои унутар самих ткива су стабилнији и дају бољи увид у доступност аскорбата у организму. Међутим, веома мали број болничких лабораторија је адекватно опремљен и обучен за извођење таквих детаљних анализа, те је неопходно да се узорци шаљу у специјализоване лабораторије.

## Природни и вештачки дијетарни извори

### Честе нуспојаве
Релативно велике дозе аскорбинске киселине могу да узрокују индигестију, посебно кад се узимају на празан стомак. Међутим, узимање витамина Ц у облику натријум аскорбата и калцијум аскорбата може да умањи тај ефекат. Кад се узима у великим дозама, аскорбинска киселина узрокује дијареју код здравих особа. У једном испитивању из 1936. дозе до 6 грама аскорбинске киселине су даване групи од 29 бебе, 93 деце предшколског и школског узраста, 20 одраслих током више од 1400 дана. На тим високим дозама, токсичне манифестације су примећене код пет одраслих особа и четири бебе. Знаци и симптоми код одраслих су били мучнина, повраћање, дијареја, црвенило лица, главобоља, умор и поремећени сан. Главна токсична реакција код беба је била свраб коже.

### Могуће нуспојаве
Витамин Ц повећава апсорпцију гвожђа, те тровање гвожђем може да постане проблем код људи са ретким поремећајима предозирања гвожђа, као што је хемохроматоза. Генетички поремећај који доводи до неадекватних нивоа ензима глукоза-6-фосфат дехидрогеназа (G6PD) може да узрокује развој хемолитичке анемије код болесника након уноса специфичних оксидирајућих супстанци, као што су велике дозе витамина Ц.
Већ дуго времена постоји веровање да витамин Ц узрокује развој камења на бубрезима, које није базирано на научним доказима. Недавна испитивања су установила да постоји извесна релација, међутим јасан генерални линк између уноса сувишне аскорбинске киселине и формирања камења у бубрезима није успостављен. Постоји неколико специфичних извештаја о вези између пацијената са оксалатним наслагама и њихових историја употребе високих доза витамина Ц.
У испитивања спроведеном на пацовима је утврђено да током првог месеца трудноће високе дозе витамина Ц могу да потисну производњу прогестерона из corpus luteuma. Прогестерон, који је неопходан за одржавање трудноће, се формира у corpus luteumu током првих неколико недеља, док се материца довољно не развије да преузме ту улогу. Спекулисало се да блокирање ове функције corpus luteuma, високим дозама витамина Ц (1+ g) индукује рани побачај. У групи жена које су имале спонтани абортус на крају првог тромесечја, средње вредности витамина Ц су биле знатно више, међутим аутори извештаја напомињу да то не треба интерпретирати као евиденцију каузалне асоцијације. У претходној студији са 79 жена са могућим, ранијим спонтаним, или хабитуалним абортусом, Јаверт и Стандер су 1943. имали 91% успеха са 33 пацијента који су примили витамин Ц заједно са биофлавоноидима и витамином К (само три абортуса), док су сва 46 пацијента која нису примила витамине имала абортус.
Испитивања на пацовима и људима сугеришу да додавање суплемената витамина Ц у програм тренинга снижава очекиване ефекте тренинга на ВО2 макс (максималну потрошњу кисеоника). Мада резултати на људима нису статистички значајни, та студија се често наводи као евиденција да високе дозе витамина Ц имају непожељне ефекте на перформанцу тренинга. Код пацова је било показано да додатни витамин Ц доводи до снижења митохондријалне продукције. Пошто су пацови способни да произведу сав витамин Ц који им је потребан, питање је да ли су они релевантан модел за хумане физиолошке процесе у том погледу.
Механизам хексавалентног хрома који узрокује канцер може да буде подстакнут витамином Ц.

### Могућност предозирања
Витамин Ц је растворан у води, али се дијетарни вишак не апсорбује, а вишак у крви се брзо излучује у урин. Из тих разлога витамин Ц има веома ниску токсичност. LD50 вредност (доза која убија 50% популације) код пацова је 11,9 грама по килограму телесне тежине кад је дата путем присилне гаваже (орално). Механизам смрти од таквих доза (1,2% телесне тежине, или 0,84  за човека од 70 ) је непознат, мада је вероватно у већој мери механичке него хемијске природе. 50 вредност за људе је непозната, међутим, као и код других супстанци тестираних на овај начин, LD50 вредност пацова се користи као оријентир за људску токсичност.

## Дијетални извори
Најбогатији природни извори су воће и поврће, и међу њима, какаду шљива и каму каму плод садрже највише концентрације витамина Ц. Он је такође присутан у неким врстама меса, посебно у јетри. Витамин Ц је један од најшире конзумираних нутриционих суплемената. Доступан је у мноштву форми, међу којима су таблете, смеше за пиће, и кристали у капсулама.
Витамин Ц се апсорбује у цревима путем канала зависних од натријума. Он се транспортује кроз интестинални систем путем од глукозе зависних и независних механизама. Присуство великих количина шећера било у интестиналном систему или крви може да успори апсорпцију.

### Биљни извори
Биљке су генерално добри извори витамина Ц. Његова количина у храни биљног порекла зависи од извора биљки, стања земљишта, климе у којој су биљке расле, дужине временског период након брања, услова складиштења, и метода припреме.
Следећа табла је приближна и показује релативну заступљеност различитих сирових биљних извора. Неке биљке су анализиране у свежем стању, док су друге биле осушене (чиме је вештачки увећана концентрација индивидуалних састојака попут витамина Ц), тако да су подаци подложни варијацијама и потешкоћама при поређењу. Количине су дате у милиграмима по 100 грама воћа или поврћа. Ови подаци су заокружени просеци вишеструких ауторитативних извора.
| Биљни извор           | Количина () |
| --------------------- | ----------- |
| Какаду шљива          | 1 000-5 300 |
| Каму каму             | 2 800       |
| Ацерола               | 1 677       |
| Вучји трн             | 695         |
| Индијски огрозд       | 445         |
| Шипурак               | 426         |
| Баобаб                | 400         |
| Чили паприка (зелена) | 244         |
| Гуава (сирова)        | 228,3       |
| Рибизла               | 200         |
| Црвена паприка        | 190         |
| Чили паприка (црвена) | 144         |
| Першун                | 130         |
| Киви                  | 90          |
| Броколи               | 90          |
| Логанова малина       | 80          |
| Црвена рибизла        | 80          |
| Прокељ                | 80          |
| Вучје бобице (гоји)   | 73 †        |
| Личи                  | 70          |
| Персимон (сирови)     | 66          |
| Мочварна јагода       | 60          |
| Бобица базге          | 60          |

† Просек 3 извора; сушен
| Биљни извор     | Количина () |
| --------------- | ----------- |
| Папаја          | 60          |
| Јагода          | 60          |
| Поморанџа       | 50          |
| Кељ             | 41          |
| Лимун           | 40          |
| Диња,           | 40          |
| Карфиол         | 40          |
| Бели лук        | 31          |
| Грејпфрут       | 30          |
| Малина          | 30          |
| Танџерина       | 30          |
| Мандарина       | 30          |
| Маракуја        | 30          |
| Спанаћ          | 30          |
| Купус, зелени   | 30          |
| Лимета          | 30          |
| Манго           | 28          |
| купина          | 21          |
| Кромпир         | 20          |
| Кромпир, црвени | 13,7        |
| Брусница        | 13          |
| Парадајз        | 10          |
| Боровница       | 10          |
| Ананас          | 10          |
| Индијска банана | 10          |

| Биљни извор                | Количина () |
| -------------------------- | ----------- |
| Грожђе                     | 10          |
| Кајсија                    | 10          |
| Шљива                      | 10          |
| Лубеница                   | 10          |
| Банана                     | 9           |
| Шаргарепа                  | 9           |
| Авокадо                    | 8           |
| Персимон (јапански, свежи) | 7,5         |
| Црни лук                   | 7,4         |
| Трешња                     | 7           |
| Бресква                    | 7           |
| Јабука                     | 6           |
| Шпаргла                    | 6           |
| Кивано                     | 5,3         |
| Цвекла                     | 5           |
| Вирџинијска боровница      | 5           |
| Крушка                     | 4           |
| Зелена салата              | 4           |
| Краставац                  | 3           |
| Плави патлиџан             | 2           |
| Суво грожђе                | 2           |
| Смоква                     | 2           |
| Мушмула                    | 0,3         |